# Alessandra da Roma
Alessandra da Roma (in greco antico: Αλεξάνδρα?; ... – 21 aprile 303?) fu una martire romana, probabilmente moglie dell'imperatore Diocleziano, convertita al cristianesimo da San Giorgio.

## Agiografia
Secondo Frederick George Holweck, Santa Alessandra era la moglie reputata dell'imperatore Diocleziano e segretamente convertita al cristianesimo. Jacopo da Varagine elencando il suo nome come "Alessandria" la descrive come la moglie di Dacia, il prefetto romano che perseguitò San Caprasio di Agene e San Marino. Mentre San Giorgio veniva torturato, Alessandra andò nell'arena, si inchinò davanti a lui e professò apertamente la sua fede. Quando chiese se fosse degna del paradiso e del martirio senza essere battezzata, San Giorgio le disse: «Non temere, perché il tuo sangue ti battezzerà». Fu denunciata come cristiana e imprigionata per ordine del marito a Nicomedia, poi condannata a morte.
Suo marito era così oltraggiato dalla sua conversione che si dice che abbia detto: «Cosa! Anche tu sei caduta sotto il loro incantesimo!». Alessandra accettò tranquillamente la sua sentenza e pregò mentre le guardie la accompagnavano al luogo dell'esecuzione. Chiese se poteva riposare un attimo. Le guardie lo permisero. Si riposò vicino al luogo dell'esecuzione di San Giorgio presso le mura della città di Nicomedia. 
I suoi tre servi Apollo, Isacco e Codrato andarono in prigione con lei; i primi due morirono di fame mentre l'ultimo fu decapitato con lei il 21 aprile 314. La sua festa è di solito celebrata il 21 aprile e occasionalmente il 23 aprile, quando viene commemorata allo stesso tempo insieme ai martiri soldati Anatolio e Protoleone e agli altri 630 che furono martirizzati per aver professato la fede mentre assistevano al martirio di Giorgio. La Chiesa copta la venera l'8 aprile.
A volte viene confusa con Prisca. Holweck crede che la sua storia sia stata inventata poiché Jacopo da Varagine la presenta come leggendaria ma non come una vera e propria finzione.